# Ocay
Ocay är en av Sveriges största leverantörer av kontorsmaterial och andra förbrukningsvaror samt relaterade tjänster till företagskunder. Bolaget har 450 anställda och finns representerade på ett 40-tal orter över hela Sverige. 2015 omsatte bolaget 434 miljoner kronor, samt hade en förlust på 35 miljoner kronor. Bolagets omsättning har stagnerat varje år sedan 2011.
Ocay AB är ett resultat av ett samgående under 2013 mellan Gullbergs och Kontorsvaruhuset. Gullbergs grundades år 1936 i Ängelholm av Fritz och Rut under namnet Gullbergs Pappershandel medan Kontorsvaruhuset har sina rötter i Östersund. Riskkapitalbolaget Litorina är huvudägare i Ocay och äger bolaget tillsammans med Fredrik Paulsson (son till ena grundaren av Peab) och Anders Bogren samt styrelse och ledning.